# Velká Pula
Velká Pula (rusky Большая Пула [Bolšaja Pula]) je řeka v Něneckém autonomním okruhu v Archangelské oblasti v Rusku. Je dlouhá 172 km. Povodí řeky je 1560 km².

## Průběh toku
Pramení v severní části Timanského krjaže. Ústí zprava do Suly (povodí Pečory).

## Vodní režim
Zdrojem vody jsou sněhové a dešťové srážky.